# Bâloise
De Bâloise Holding AG is een Zwitserse holding met zetel in Basel, waarvan de werkmaatschappijen actief zijn in het bank- en verzekeringswezen. In Zwitserland is Bâloise de derde grootste in zijn sector, telt meer dan 9.000 medewerkers en wordt genoteerd op de Swiss Exchange in Zürich.
De maatschappij noemde zich aanvankelijk de Basler Versicherung en werd opgericht in 1863 als reactie op een omvangrijke stadsbrand in 1861 in Glarus. Rudolf Paravicini was een van de medestichters en meer dan 20 jaar voorzitter. De huidige holding werd opgericht in 1962.
In 2019 verstevigde de groep zijn positie in België door de aankoop van Fidea, tot dan in handen van het Chinese Anbang.
De verzekeringsmaatschappij is actief in wielerkringen als sponsor van Topsport Vlaanderen-Baloise. 
Op 12 juni 2023 werd officieel bevestigd dat Baloise de nieuwe hoofdsponsor wordt van voetbalclub KAA Gent.

## Maatschappijen
- Zwitserland: Basler Versicherungen Schweiz, Baloise Bank SoBa, Baloise Asset Management, Baloise Fund Invest
- Duitsland: Basler Versicherungen, Deutscher Ring
- Liechtenstein: Baloise Life
- België:  Baloise Insurance. De Belgische naamverandering van het Antwerpse Mercator Verzekeringen naar Baloise gebeurde in 2013 na eerdere fusies met andere spelers op de verzekeringsmarkt.
  - Mercator Verzekeringen die reeds eerder samenging met het Gentse Noordstar en Boerhaave en waarvan de Zwitsers sinds 1986 de hoofdaandeelhouder werden.
  - Avéro de vroegere Belgisch poot van de Nederlandse groep Eureko en Nateus een vroegere dochteronderneming van Ethias traden in 2011 toe tot Mercator.[4]
  - Fidea
- Luxemburg: Bâloise Assurances
- Oostenrijk: Basler Versicherungen
- Kroatië: Basler Osiguranja und Osiguranje Zagreb
- Servië: Basler Osiguranja